# ویگینس (کلرادو)
ویگینس (به انگلیسی: Wiggins) شهری در ایالت کلرادو کشور ایالات متحده آمریکا است که جمعیت آن در سرشماری سال ۲۰۱۰ میلادی، ۸۹۳ نفر بوده‌است.